# 诺特塔尔-海林格赫恩
诺特塔尔-海林格赫恩（德語：Nottertal-Heilinger Höhen，發音：[ˈnɔtɐˌtaːl ˈhaɪlɪŋɐ ˈhøːən]，意为“诺特河谷-海林根山脉”）是德国图林根州温斯特鲁特-海尼希县的城市，面积75.95平方千米，2023年12月31日人口为5,855人。该市镇于2019年12月31日由市镇施洛特海姆、博滕海林根、伊瑟斯海林根、小韦尔斯巴赫、诺因海林根和上梅勒合并而成。